# Franz Marschang
Franz Marschang (* 29. Juli 1932 in Iohanisfeld, deutsch Johannisfeld, Königreich Rumänien) ist ein deutscher Veterinär, Journalist, Hochschullehrer und Schriftsteller.

## Leben
Franz Marschang wurde 1932 in Iohannisfeld unweit der rumänisch-jugoslawischen Grenze geboren.  Nach Beendung des Studiums der Veterinärmedizin 1956 an der Fakultät für Tiermedizin in Arad arbeitete er bis 1962 als Tierarzt in staatlichen Tierarztpraxen im Banat (unter anderem am Schlachthaus in Timișoara) und in der Dobrudscha, später auch als Hochschullehrer. Während seiner dreijährigen Tätigkeit als Redakteur der Neuen Banater Zeitung begann Marschang mit dem Schreiben von Kurzprosa. Anschließend arbeitete er bei verschiedenen Zeitungen und schrieb fünf Theaterstücke, die in der Monatsschrift Volk und Kultur in Bukarest veröffentlicht wurden.
Marschang übersiedelte 1977 nach Deutschland und lebt seither in Heidelberg. Ab 1991 war Franz Marschang über zehn Jahre Mitarbeiter bei der in Deutschland erscheinenden Wochenzeitung Der Donauschwabe, dem Organ der Landsmannschaft der Donauschwaben tätig. Hier verfasste er Berichte, kritische Analysen und Kurzerzählungen über die Lage in Rumänien und banatschwäbische Themen der Nachkriegszeit. Ferner publizierte er mehrere Erzählungen in Anthologien sowie drei Kurzprosabände. In seinem Vierteiler „Am Wegrand der Geschichte“ arbeitete Marschang die Ereignisse im Banat nach dem Zweiten Weltkrieg auf, die unter anderem zum Exodus der Banater Schwaben in Rumänien in der zweiten Hälfte des 20. Jahrhunderts beitrugen.

## Veröffentlichungen (Auswahl)
Veterinär-wissenschaftliche Arbeiten
- Zur Diagnose der enzootischen Bronchopneumonie ("Rindergrippe"), MD-VD und IBR in der modernen Rinderhaltung: Praxisrelevante Erfahrungen zur Frühabklärung. Sonderdruck aus "Veterinär-Medizinische Nachrichten" 1981, Heft 2, Ausgabe 2, Verlag Staatliches Tierärztliches Untersuchungsamt, 1981.
- mit Hans H. Siegler und Helmut Morscher: Beobachtungen über Zusammenhänge zwischen Virusinfektionen und boviner Mastitis: (klinische Kurzmitteilung). Sonderdruck. 39. Jahrgang, Nr. 8 vom 1. August 1984, Terra-Verlag, 1984.
- Stress und intensive Nutztierhaltung. Terra-Verlag, 1986.
- Neonatale Kälberdurchfälle in der Praxis. Sonderdruck. In: Tierärztliche Umschau. 43 Jg., Nr. 2; Staatliches Tierärztliches Untersuchungsamt, 1988.
- Gesundheitsaspekte im intensiven Rinderbetrieb. (Deutsche Hochschulschriften, Band 1121). Hänsel-Hohenhausen, 1996, ISBN 3-8267-1121-1.
- Bovine Virusdiarrhö / Mucosal Disease (BVD/MD).: Eine vielgesichtige Krankheit im Rinderstall. Haag und Herchen, 1996, ISBN 3-86137-408-0.
- Pasteurellen-Erkrankungen im modernen Rinderbetrieb. Hoffmann Verlag, 1998, ISBN 3-87344-110-1.

Prosa
- Wann de Tuwak gliht ...: (was zum Lache far die Schwowe). Kriterion Verlag, 1974.
- Zwischen Welten: Bilder von der Endzeit eines Volksstammes. W. Richter Verlag, 1990.
- Dem Leben abgelauscht.: Kurzprosatexte. Verlag Haag + Herchen, 1995, ISBN 3-86137-289-4.
- Abenteuer Alltag: Erzählungen. Verlag Schardt, 1999, ISBN 3-933584-48-5.
- Die Banater Deutschen. (Unsere neuen Nachbarn, Band 2). Haus der Heimat, Karlsruhe 2001.
- Wo sind sie geblieben ...?: Das Banat und die Banater Deutschen im Wandel der Zeit. Verlag Holler, 2002, ISBN 3-929431-15-7.
- Am Wegrand der Geschichte: 1. Morgenrot der Kolchose: Zeitgeschichtliche Erzählung. Edition Fischer, Frankfurt am Main 2002, ISBN 3-8301-0336-0.
- Am Wegrand der Geschichte: 2. Im Netz der Staatsgüter: Zeitgeschichtliche Erzählung. Edition Fischer, Frankfurt am Main 2004, ISBN 3-8301-0639-4.
- Am Wegrand der Geschichte: 3. Dreieinigkeit: Lehre, Forschung, Produktion: Zeitgeschichtliche Erzählung. Edition Fischer, Frankfurt am Main 2006, ISBN 3-89950-189-6.
- Am Wegrand der Geschichte: 4. Die andere Welt: Zeitgeschichtliche Erzählung. Edition Fischer, Frankfurt am Main 2008, ISBN 978-3-89950-409-5.